# Rajpura
Rajpura is een nagar panchayat (plaats) in het district Patiala van de Indiase staat Punjab. 

## Demografie
Volgens de Indiase volkstelling van 2001 wonen er 82.551 mensen in Rajpura, waarvan 53% mannelijk en 47% vrouwelijk is. De plaats heeft een alfabetiseringsgraad van 74%. 